# Bad Tatzmannsdorf
Bad Tatzmannsdorf (ungerska: Tarcsafürdő, kroatiska: Tarča) är en ort och kommun i förbundslandet Burgenland i Österrike. Kommunen har  1 655 invånare (2024). Orten ligger cirka 6 kilometer norr om distriktshuvudorten Oberwart. Bad Tatzmannsdorf är den största kurorten i Burgenland och en av de äldsta badorterna i Europa.

## Orter
Kommunen består av tre orter (Ortschaften) (inom parentes invånarantal 1 januari 2024):
- Bad Tatzmannsdorf (776)
- Jormannsdorf (670)
- Sulzriegel (209)

## Historia
Bad Tatzmannsdorf, som tillhörde Ungern fram till 1921, har som bad- och kurort anor från 1300-talet. På 1700-talet förvärvade den ungerska greven Batthyány orten och började med att bygga ut kurverksamheten i stor skala. Kurorten var på 1800-talet mycket omtyckt. 
1921 ingick Bad Tatzmannsdorf i det nybildade förbundslandet Burgenland och kom att tillhöra Österrike. Under andra världskriget förstördes orten och återuppbyggdes under 1950-talet. Ett nytt kurcentrum byggdes 1979.

## Sevärdheter
Kulturhistoriskt intressant är framför allt Burgenlands friluftsmuseum i kurparken med gårdar och lantbruksbyggnader från 1600- till 1900-talet. Dessutom finns det ett kurmuseum som skildrar kurväsendets utveckling i orten från 1620-talet till idag. 